# محوطه میجوئون
محوطه میجوئون مربوط به دوران‌های تاریخی پس از اسلام است و در شهرستان شوشتر، روستای مهدی‌آباد واقع شده و این اثر در تاریخ ۵ آذر ۱۳۸۰ با شمارهٔ ثبت ۴۳۴۰ به‌عنوان یکی از آثار ملی ایران به ثبت رسیده است.